# Surf City (New Jersey)
Surf City ist eine Stadt im Ocean County, New Jersey, USA. Die Gesamtfläche des Ortes beträgt 2,4 km². Das U.S. Census Bureau ermittelte bei der Volkszählung 2020 eine Einwohnerzahl von 1243.

## Demographie
Der Volkszählung von 2000 zufolge, hatte die Stadt zu diesem Zeitpunkt 1442 Einwohner, die sich auf 706 Haushalte und 420 Familien verteilten. Die durchschnittliche Größe eines Haushaltes lag bei 2,04 und die einer Familie bei 2,61 bei einem durchschnittlichen Alter von 53 Jahren. Die Bevölkerungsdichte betrug 424,0 Einwohner/km². 98,06 % der Bevölkerung war weiß.
Das Durchschnittseinkommen eines Haushaltes betrug 50268 Dollar, wobei 7,5 % der Bevölkerung unterhalb der Armutsgrenze lebten.